# Lonchothrix emiliae
Lonchothrix emiliae је врста глодара из породице бодљикави или чекињасти пацови (лат. Echimyidae). 

## Распрострањење
Бразил је једино познато природно станиште врсте.

## Станиште
Врста Lonchothrix emiliae има станиште на копну.

## Угроженост
Ова врста није угрожена, и наведена је као последња брига јер има широко распрострањење.

### Популациони тренд
Популација ове врсте је стабилна, судећи по доступним подацима.